# Конелли, Висенте
Висе́нте Хавье́р Коне́льи Гонса́лес (исп. Vicente Javier Conelli González; род. 7 января 2003, Сантьяго) — чилийский футболист, нападающий клуба «Унион Эспаньола».

## Клубная карьера
Конелли — воспитанник клуба «Унион Эспаньола». 6 февраля 2021 года в матче против «Универсидад де Чили» он дебютировал в чилийской Примере. 23 июня в поединке Кубка Чили против «Пуэрто-Монт» забил свой первый гол за «Унион Эспаньола». 

## Международная карьера
В 2023 году в составе молодёжной сборной Чили Конелли принял участие в молодёжном чемпионате Южной Америки в Колумбии. На турнире он сыграл в матчах против сборных Венесуэлы, Эквадора, Боливии и Уругвая. В поединке против эквадорцев Висенте забил гол.